# Vladislav II. Opolský

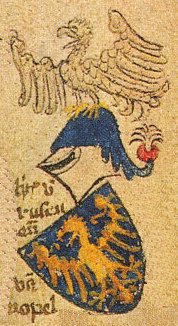
Erb Vladislava II. Opolského

Vladislav II. Opolský (polsky Władysław Opolczyk) († 1401) byl opolský kníže, krnovský kníže a diplomat z rodu slezských Piastovců.
Narodil se jako syn opolského knížete Boleslava II. a Alžběty Svídnické. Jako mladý začínal na dvoře svého strýce, uherského krále Ludvíka I. z Anjou. Na diplomatickou scénu vstoupil v druhé polovině 14. století, když se spolupodílel na přípravě sjezdu v Krakově v roce 1364. V roce 1367 získal hodnost uherského palatina a prešpurského župana. Po Ludvíkově převzetí polského trůnu se stal Vladislav jedním z jeho nejpřednějších rádců. Za svá jednání s Karlem IV. o česko-polsko-uherských vztazích obdržel od Ludvíka několik polských hradů a panství a právo razit vlastní mince. Poté byl poslán jako místodržící na Červenou Rus, kde se velmi osvědčil. Po útěku Ludvíka z Polska se na krátký čas stal správcem země. Sice musel na nátlak polské šlechty odstoupit, ale nechal si za to podstoupit území Dobřínska a Kujavska. Po roce 1382 († Ludvík I. z Anjou) se neúspěšně ucházel o ruku královy dcery Hedviky a tím i o nárok na polskou korunu. V následujících letech konspiroval proti novému polskému králi Vladislavu II., za což byl potrestán odebráním mimoslezských území. Zlomený Vladislav pak podstoupil své hornoslezské území svým synovcům a stáhl se do ústraní.